# Националсоциалистически фронт
Националсоциалистически фронт (на шведски: Nationalsocialistisk front, NSF) е шведска неонацистка политическа партия. Тя е основана като организация на 8 август 1994 година, на 20 април 1999 година, в чест на 110-ия рожден ден на Адолф Хитлер се преобразува в политическа партия. Партията се закрива на 22 ноември 2008 година, в същото време бивши членове основат нова партия, на име Партия на шведите.

## Избори
На местните избори през 2002 година партията взима участие в Община Карлскруна, където взима 0,5 % от гласовете.
През 2006 година партията взима участие в парламентарните избори, като получават 1417 гласа, или 0.03 процента. Партията има най-голям успех в Община Тролхетан, където получават 208 гласа или 0.65 процента.